# Lake Preston (Dakota del Sur)
Lake Preston es una ciudad ubicada en el condado de Kingsbury en el estado estadounidense de Dakota del Sur. En el Censo de 2010 tenía una población de 599 habitantes y una densidad poblacional de 304,71 personas por km².

## Geografía
Lake Preston se encuentra ubicada en las coordenadas 44°21′42″N 97°22′34″O / 44.36167, -97.37611. Según la Oficina del Censo de los Estados Unidos, Lake Preston tiene una superficie total de 1.97 km², de la cual 1.97 km² corresponden a tierra firme y (0%) 0 km² es agua.

## Demografía
Según el censo de 2010, había 599 personas residiendo en Lake Preston. La densidad de población era de 304,71 hab./km². De los 599 habitantes, Lake Preston estaba compuesto por el 98.33% blancos, el 0% eran afroamericanos, el 0.33% eran amerindios, el 0.17% eran asiáticos, el 0% eran isleños del Pacífico, el 0.5% eran de otras razas y el 0.67% pertenecían a dos o más razas. Del total de la población el 1.17% eran hispanos o latinos de cualquier raza.